# PR Геркулеса
PR Геркулеса (лат. PR Herculis) — карликовая новая, двойная катаклизмическая переменная звезда типа U Близнецов (UG) в созвездии Геркулеса на расстоянии (вычисленном из значения параллакса) приблизительно 1817 световых лет (около 557 парсек) от Солнца. Видимая звёздная величина звезды — от +18,5m до +14m. Орбитальный период — около 0,05422 суток (1,3013 часа).
Открыта Куно Хофмейстером в 1951 году*.

## Характеристики
Первый компонент — аккрецирующий белый карлик.